# 兵庫県道234号湊港線
兵庫県道234号湊港線（ひょうごけんどう234ごう みなとこうせん）は、兵庫県南あわじ市を通る一般県道である。

## 概要
湊港から兵庫県道25号阿万福良湊線交点に至る。

### 路線データ
- 起点：南あわじ市湊（湊港）
- 終点：南あわじ市湊（湊港入口交差点、兵庫県道25号阿万福良湊線交点）
- 総延長：448 m

## 歴史
- 1993年（平成5年）5月11日 - 建設省から、県道湊港線の一部を南淡西淡線として主要地方道に指定される[1]。

## 地理

### 通過する自治体
- 南あわじ市

### 交差する道路
| 交差する道路             | 交差する場所 | 交差する場所          |
| ------------------------ | ------------ | --------------------- |
| 兵庫県道25号阿万福良湊線 | 湊           | 湊港入口交差点 / 終点 |

### 沿線
- 湊港
- 南あわじ市立湊小学校